# Архангельская территориальная администрация
Архангельская территориальная администрация — сельское территориальное образование в Губкинском городском округе Белгородской области, включающее в себя 3 населённых пункта. Глава администрации — Степанова Ольга Дмитриевна.

## Состав
| Вид населённого пункта | Наименование  | Население |
| ---------------------- | ------------- | --------- |
| село                   | Архангельское | 1024      |
| село                   | Гущино        | 258       |
| село                   | Лопухинка     | 238       |